# Tomball
Tomball – miasto w Stanach Zjednoczonych, w stanie Teksas, w hrabstwie Harris. Nazwane na cześć Thomasa Balla, lokalnego kongresmena, do 1907 nosiło nazwę Peck.
Z Tomball pochodzi Chiney Ogwumike, amerykańska koszykarka.

## Demografia
Według przeprowadzonego przez United States Census Bureau spisu powszechnego w 2010 miasto liczyło 10 753 mieszkańców, co oznacza wzrost o 18,3% w porównaniu z rokiem 2000. Natomiast skład etniczny w mieście wyglądał następująco: Biali 82,7%, Afroamerykanie 6,3%, Azjaci 1,1%, pozostali 9,9%. Kobiety stanowiły 53,6% populacji.